# Kumanovska divizija (NOVJ)
Kumanovska divizija je bila partizanska divizija, ki je delovala v sklopu NOV in POJ v Jugoslaviji med drugo svetovno vojno.
Ustanovljena je bila sredina oktobra 1944 in razpuščena 6. decembra 1944.

## Sestava
- 16. makedonska brigada (NOVJ)
- 17. makedonska brigada (NOVJ)
- 18. makedonska brigada (NOVJ)